# Acritus elgonensis
Acritus elgonensis är en skalbaggsart som beskrevs av René Gabriel Jeannel och Renaud Maurice Adrien Paulian 1945. Acritus elgonensis ingår i släktet Acritus och familjen stumpbaggar. Inga underarter finns listade i Catalogue of Life.